# نارویک سیرخایف
نارویک سیرخایف (انگلیسی: Narvik Sırxayev؛ زادهٔ ۱۶ مارس ۱۹۷۴) بازیکن فوتبال اهل جمهوری آذربایجان است.
از باشگاه‌هایی که در آن بازی کرده است می‌توان به باشگاه فوتبال احمد گروزنی، باشگاه فوتبال آنژی مخاچ‌قلعه، باشگاه فوتبال دینامو مخاچ‌قلعه، باشگاه فوتبال لوکوموتیو مسکو، باشگاه فوتبال شوالان، و باشگاه فوتبال مسکو اشاره کرد.
وی همچنین در تیم ملی فوتبال جمهوری آذربایجان بازی کرده است.